# Leang Bulu Sipong 4
Leang Bulu Sipong 4 est une grotte située sur l'ile de Célèbes, en Indonésie, où une peinture pariétale datée d'au moins 43 900 ans avant le présent (AP) a été découverte en 2017. Il s'agit de la plus ancienne représentation figurative et narrative connue,,. Elle montre des animaux — des cochons sauvages et des buffles nains — poursuivis par un groupe de créatures mi-humaines mi-animales.

## Contexte
Le plus ancien dessin de l'histoire de l'humanité, daté de 73 000 ans AP, identifié en 2015 en Afrique du Sud, est un dessin abstrait, composé de quelques lignes ou hachures, découvert dans la grotte de Blombos,. Celui de Leang Bulu Sipong 4 livre la plus vieille représentation figurative, en l'occurrence animale. Avant sa datation, ce record était détenu par la sculpture en ivoire d'un homme à tête de lion trouvée en Allemagne (l'Homme-lion de Hohlenstein-Stadel,).
La plus ancienne représentation peinte d'un animal était jusqu'à une date récente celle d'un rhinocéros de la grotte Chauvet en France, datée de 35 300 à 38 800 ans AP. En 2018, une étude publiée dans la revue Nature avait déjà annoncé une peinture d'animal plus ancienne que celle de la grotte Chauvet, datée de 40 000 ans AP, celle d'un bovidé non identifié en Indonésie, dans la grotte de Lubang Jeriji Saléh (en), sur l'île de Bornéo, et l'avait présentée comme « la plus ancienne œuvre figurative connue ».

## Découverte et analyse
La peinture de Leang Bulu Sipong 4 a été découverte par le spéléologue indonésien Pak Hamrullah, en 2017. Elle a été étudiée par une équipe de scientifiques de l'université Griffith, à Brisbane, en Australie.

## Datation
L'âge du « tableau » a pu être déterminé grâce à la méthode de datation par l'uranium-thorium, appliquée aux concrétions minérales qui se sont agglomérées naturellement sur la peinture (des boursouflures familièrement appelées « pop-corn »).
La question se pose de savoir si la peinture a été retouchée ou complétée au fil du temps. En effet, certaines zones n'ont pas pu être datées, parce qu'elles n'étaient pas recouvertes de calcite, en particulier celles où se trouvent les personnages hybrides. Il est donc possible en théorie que les créatures mi-animales mi-humaines soient plus récentes que les animaux, cependant le style de représentation similaire de toutes les figures peintes permet de supposer qu'elles ont été composées au même moment.

## Localisation
Leang Bulu Sipong 4 (« Leang » signifie « grotte » en makassar) est située dans la montagne Bulu Leang, dans le sud de Sulawesi (ou île de Célèbes), en Indonésie, dans la région karstique de Maros-Pangkep, qui compte 242 grottes ou abris sous roche ornés.
Le panneau principal de la peinture se trouve à 7,5 mètres au-dessus du sol, au niveau supérieur de la grotte, toujours exposé à la lumière (et communiquant avec le niveau inférieur par un étroit boyau). La grotte est d'une faible profondeur, de 5,9 mètres.

## La peinture pariétale

### Description
Le panneau est d'une largeur d'environ 4,5 mètres. La peinture, monochrome, utilise un pigment rouge foncé.
Six mammifères — deux cochons sauvages, appelés Babiroussa des Célèbes, et quatre buffles nains, ou Anoas des plaines —, se déplacent vers la gauche du panneau, poursuivis par un groupe de huit chasseurs armés de lances et de cordes. Les "chasseurs" sont en réalité des créatures hybrides avec des attributs animaux (des têtes d'oiseaux ou de reptiles, des queues) et des corps humains. De tels personnages associant des traits animaux et humains sont appelés des thérianthropes. Ces "hommes" ou figures anthropomorphes sont de très petite taille en comparaison des animaux chassés ; les proportions ne sont pas respectées.

### Singularité
La peinture de Leang Bulu Sipong 4 est exceptionnelle notamment du fait qu'elle représente une interaction entre plusieurs hommes ou animaux, alors que dans l'art pariétal paléolithique les personnages sont le plus souvent isolés.
Un autre aspect très singulier de cette peinture tient à son caractère narratif : les « œuvres » paléolithiques ne racontent généralement pas une histoire, et ne représentent pas non plus le quotidien du groupe.
Le plus vieux thérianthrope était celui de la sculpture de l'Homme-lion, daté de 40 000 ans AP, en Allemagne. Quant au plus vieux thérianthrope peint, il datait de 17 000 ans AP : c'était un homme à tête d'oiseau chassant un bison, dans la grotte de Lascaux, en France. Les représentations de thérianthropes de Leang Bulu Sipong 4 sont les plus anciennes connues en 2020.